# Filmfestival van Cannes 2015
Het 68ste Filmfestival van Cannes was een internationaal filmfestival dat plaatsvond in Cannes, Frankrijk van 13 tot 24 mei 2015.
Het festival opende met de Franse film La Tête haute van Emmanuelle Bercot. Als afsluiter werd op 24 mei de film La Glace et le Ciel van Luc Jacquet vertoond.

## Competitie

### Jury
De internationale jury:
| Naam    | Naam                                 | Beroep                                                  | Land                |
| ------- | ------------------------------------ | ------------------------------------------------------- | ------------------- |
| nothumb | Joel en Ethan Coen (juryvoorzitters) | Filmregisseurs, scenarioschrijvers, producenten         | Verenigde Staten    |
| nothumb | Rossy de Palma                       | Actrice                                                 | Spanje              |
| nothumb | Sophie Marceau                       | Actrice, filmregisseuse                                 | Frankrijk           |
| nothumb | Sienna Miller                        | Actrice                                                 | Verenigd Koninkrijk |
| nothumb | Rokia Traoré                         | Tekstschrijfster, zangeres, muzikante                   | Mali                |
| nothumb | Guillermo del Toro                   | Filmregisseur, scenarioschrijver, filmproducent         | Mexico              |
| nothumb | Xavier Dolan                         | Filmregisseur, scenarioschrijver, acteur, filmproducent | Canada              |
| nothumb | Jake Gyllenhaal                      | Acteur                                                  | Verenigde Staten    |

### Selectie (langspeelfilms)
Speelfilms geselecteerd voor de competitie:
| Film                                                       | Regisseur         | Land                | Prijzen |
| ---------------------------------------------------------- | ----------------- | ------------------- | --- |
| Dheepan                                                    | Jacques Audiard   | Frankrijk           | Gouden Palm |
| La Loi du marché                                           | Stéphane Brizé    | Frankrijk           | Beste acteur (Vincent Lindon)                                                                                    |
| Marguerite et Julien                                       | Valérie Donzelli  | Frankrijk           | |
| Chronic                                                    | Michel Franco     | Verenigde Staten    | Beste scenario (Michel Franco)                                                                                   |
| Il racconto dei racconti                                   | Matteo Garrone    | Italië              | |
| Carol                                                      | Todd Haynes       | Verenigde Staten    | Beste actrice (Rooney Mara) (ex-aequo met Emmanuelle Bercot) Queer Palm                                          |
| Nie yin niang (聶隱娘) (The Assassin)                      | Hou Hsiao-Hsien   | Taiwan              | Beste regie |
| Shan he gu ren (山河故人) (Mountains May Depart)           | Jia Zhangke       | China               | |
| Umimachi diary (海街diary) (Our Little Sister)             | Hirokazu Kore-Eda | Japan               | |
| Macbeth                                                    | Justin Kurzel     | Verenigd Koninkrijk | |
| The Lobster                                                | Giorgos Lanthimos | Griekenland         | Prijs van de jury                                                                                                |
| Mon roi                                                    | Maïwenn           | Frankrijk           | Beste actrice (Emmanuelle Bercot) (ex-aequo met Rooney Mara)                                                     |
| Mia madre                                                  | Nanni Moretti     | Italië              | Prix du Jury Œcuménique                                                                                          |
| Saul fia (Son of Saul) (in competitie voor de Caméra d'or) | László Nemes      | Hongarije           | Grote prijs (Grand Prix) FIPRESCI-prijs Prix François Chalais Prix Vulcain de l’Artiste Technicien (Tamás Zányi) |
| Valley of Love                                             | Guillaume Nicloux | Frankrijk           | |
| La giovinezza                                              | Paolo Sorrentino  | Italië              | |
| Louder than Bombs                                          | Joachim Trier     | Noorwegen           | |
| The Sea of Trees                                           | Gus Van Sant      | Verenigde Staten    | |
| Sicario                                                    | Denis Villeneuve  | Verenigde Staten    | |

Langspeelfilms buiten competitie:
| Film                           | Regisseur                       | Land                       |
| ------------------------------ | ------------------------------- | -------------------------- |
| La Tête haute (openingsfilm)   | Emmanuelle Bercot               | Frankrijk                  |
| Mad Max: Fury Road             | George Miller                   | Australië Verenigde Staten |
| Irrational Man                 | Woody Allen                     | Verenigde Staten           |
| Inside Out                     | Pete Docter, Ronaldo del Carmen | Verenigde Staten           |
| The Little Prince              | Mark Osborne                    | Frankrijk                  |
| La Glace et le Ciel (slotfilm) | Luc Jacquet                     | Frankrijk                  |

Séances de minuit:
| Film                                        | Regisseur     | Land                       |
| ------------------------------------------- | ------------- | -------------------------- |
| O Piseu (in competitie voor de Caméra d'or) | Hong Won-Chan | Zuid-Korea                 |
| Amy                                         | Asif Kapadia  | India, Verenigd Koninkrijk |
| Love                                        | Gaspar Noé    | Frankrijk                  |

Séances spéciales:
| Film                                                                                         | Regisseur         | Land                     |
| -------------------------------------------------------------------------------------------- | ----------------- | ------------------------ |
| Asphalte                                                                                     | Samuel Benchetrit | Frankrijk                |
| Oka                                                                                          | Souleymane Cissé  | Mali                     |
| Hayored Lema'ala (in competitie voor de Caméra d'or)                                         | Elad Keidan       | Israël                   |
| Sipur al Ahava ve Choshech (A Tale of Love and Darkness) (in competitie voor de Caméra d'or) | Natalie Portman   | Israël, Verenigde Staten |
| Amnesia                                                                                      | Barbet Schroeder  | Frankrijk                |
| Panama (in competitie voor de Caméra d'or)                                                   | Pavle Vučković    | Servië                   |
| Une histoire de fou                                                                          | Robert Guédiguian | Frankrijk                |
| Enragés (in competitie voor de Caméra d'or)                                                  | Eric Hannezo      | Frankrijk                |

## Kortfilms(Cinéfondation et des courts métrages)

### Jury
| Naam    | Naam                                  | Beroep                           | Land       |
| ------- | ------------------------------------- | -------------------------------- | ---------- |
|         | Abderrahmane Sissako (juryvoorzitter) | Filmregisseur, scenarioschrijver | Mauritanië |
| nothumb | Joana Hadjithomas                     | Regisseuse                       | Libanon    |
| nothumb | Rebecca Zlotowski                     | Regisseuse                       | Frankrijk  |
| nothumb | Cécile de France                      | Actrice                          | België     |
| nothumb | Daniel Olbrychski                     | Acteur                           | Polen      |

### Kortfilms
Volgende kortfilms werden geselecteerd voor de competitie:
| Film                | Regisseur                | Land                          |
| ------------------- | ------------------------ | ----------------------------- |
| Waves '98           | Ely Dagher               | Libanon Qatar                 |
| The Guests          | Shane Danielsen          | Australië                     |
| Sali                | Ziya Demirel             | Turkije Frankrijk             |
| Le Repas Dominical  | Céline Devaux            | Frankrijk                     |
| Love is Blind       | Dan Hodgson              | Verenigd Koninkrijk           |
| Ave Maria           | Basil Khalil             | Palestina Frankrijk Duitsland |
| Copain              | Jan Roosens, Raf Roosens | België                        |
| Patriot             | Eva Riley                | Verenigd Koninkrijk           |
| Presente Imperfecto | Iair Said                | Argentinië                    |

### Cinéfondation
De Cinéfondation-sectie focust op films gemaakt door studenten in filmscholen. De volgende 18 films (14 fictiefilms en 4 animatiefilms) werden geselecteerd uit 593 inzendingen van 381 filmscholen.
| Film                                                          | Regisseur                                                                         | School                                                    | Prijzen              |
| ------------------------------------------------------------- | --------------------------------------------------------------------------------- | --------------------------------------------------------- | -------------------- |
| Koshtargah (کشتارگاه) (Slaughterhouse)                        | Behzad Azadi                                                                      | Art University of Tehran Iran                             |                      |
| El ser mágnetico (The Magnetic Nature)                        | Mateo Bendesky                                                                    | Universidad del Cine Argentinië                           |                      |
| Share                                                         | Pippa Bianco                                                                      | AFI Directing Workshop for Women Verenigde Staten         | Eerste prijs         |
| Manoman                                                       | Simon Cartwright                                                                  | National Film and Television School Verenigd Koninkrijk   |                      |
| Victor XX                                                     | Ian Garrido López                                                                 | ESCAC Spanje                                              | Derde prijs ex-aequo |
| Vozvrashenie Erkina (возвращение Эркин) (The Return of Erkin) | Maria Guskova                                                                     | High Courses for Scriptwriters and Film Directors Rusland | Derde prijs ex-aequo |
| Leonardo                                                      | Félix Hazeaux, Thomas Nitsche, Edward Noonan, Franck Pina, and Raphaëlle Plantier | MOPA Frankrijk                                            |                      |
| Locas perdidas (Lost Queens)                                  | Ignacio Juricic Merillán                                                          | Carrera de Cine y TV Universidad de Chile Chili           | Tweede prijs         |
| Tsunami                                                       | Sofie Kampmark                                                                    | The Animation Workshop Denemarken                         |                      |
| Retriever                                                     | Tomáš Klein and Tomáš Merta                                                       | FAMU Prague Tsjechië                                      |                      |
| Les Chercheurs (The Wheel of Emotions)                        | Aurélien Peilloux                                                                 | La fémis Frankrijk                                        |                      |
| Abwesend (Absent)                                             | Eliza Petkova                                                                     | Deutsche Film- und Fernsehakademie Berlin Duitsland       |                      |
| עשרה רחובות, מאה עצים (Ten Buildings Away)                    | Miki Polonski                                                                     | Minshar for Art Israël                                    |                      |
| Четырнадцать шагов (14 Steps)                                 | Maksim Shavkin                                                                    | Moscow School of New Cinema Rusland                       |                      |
| Anfibio (Amphibian)                                           | Héctor Silva Núñez                                                                | Escuela Internacional de Cine y Televisión Cuba           |                      |
| Ainahan ne palaa (To Return Until)                            | Salla Sorri                                                                       | Universiteit van Aalto - filmschool Helsinki Finland      |                      |
| Het Paradijs (Paradise)                                       | Laura Vandewynckel                                                                | Erasmushogeschool Brussel België                          |                      |
| Ri guang zhi xia (日光之下) (Under the Sun)                   | Qiu Yang                                                                          | VCA, Film & TV School, Melbourne University Australië     |                      |

## Un certain regard

### Jury
| Naam    | Naam                                 | Beroep              | Land                     |
| ------- | ------------------------------------ | ------------------- | ------------------------ |
| nothumb | Isabella Rossellini (juryvoorzitter) | Actrice             | Italië- Verenigde Staten |
| nothumb | Haifaa al-Mansour                    | Regisseuse          | Saoedi-Arabië            |
| nothumb | Nadine Labaki                        | Regisseuse, actrice | Libanon                  |
|         | Pános H. Koútras                     | Regisseur           | Griekenland              |
| nothumb | Tahar Rahim                          | Acteur              | Frankrijk                |

### Selectie
Volgende films werden geselecteerd voor de competitie:
| Film                                                       | Regisseur                 | Land                                   | Prijs                                      |
| ---------------------------------------------------------- | ------------------------- | -------------------------------------- | ------------------------------------------ |
| Masaan (Fly Away Solo) (in competitie voor de Caméra d'or) | Neeraj Ghaywan            | India                                  | Prijs beloftevolle toekomst FIPRESCI-prijs |
| Hrútar (Rams)                                              | Grímur Hákonarson         | IJsland                                | Prix Un certain regard                     |
| Kishibe no tabi (Journey to the Shore)                     | Kiyoshi Kurosawa          | Japan                                  | Prijs beste regie                          |
| Je suis un soldat (in competitie voor de Caméra d'or)      | Laurent Larivière         | Frankrijk                              |                                            |
| Zvizdan (The High Sun)                                     | Dalibor Matanic           | Kroatië                                | Prijs van de jury                          |
| The Other Side                                             | Roberto Minervini         | Frankrijk- Italië                      |                                            |
| Un etaj mai jos (One Floor Below)                          | Radu Muntean              | Roemenië                               |                                            |
| Mu-Roe-Han (The Shameless)                                 | Oh Seung-Uk               | Zuid-Korea                             |                                            |
| Las elegidas (The Chosen Ones)                             | David Pablos              | Mexico                                 |                                            |
| Nahid (in competitie voor de Caméra d'or)                  | Ida Pananandeh            | Iran                                   | Prijs beloftevolle toekomst                |
| Comoara (The Treasure)                                     | Corneliu Porumboiu        | Zuid-Korea                             | Un certain talentprijs                     |
| Chauthi koot (The Fourth Direction)                        | Gurvinder Singh           | India                                  |                                            |
| Madonna                                                    | Shin Su-Won               | Zuid-Korea                             |                                            |
| Maryland                                                   | Alice Winocour            | Frankrijk                              |                                            |
| Alias Maria                                                | José Luis Rugeles Gracia  | Colombia Argentinië Frankrijk          |                                            |
| Taklub                                                     | Brillante Mendoza         | Filipijnen                             |                                            |
| Lamb (in competitie voor de Caméra d'or)                   | Yared Zeleke              | Ethiopië Frankrijk Duitsland Noorwegen |                                            |
| Rak Ti Khon Kaen (รักที่ขอนแก่น) (Cemetery of Splendour)       | Apichatpong Weerasethakul | Thailand                               |                                            |
| An (あん) (Sweet Red Bean Paste)                           | Naomi Kawase              | Japan                                  |                                            |

## Semaine de la critique

### Jury
| Naam    | Naam                            | Beroep                                   | Land                |
| ------- | ------------------------------- | ---------------------------------------- | ------------------- |
| nothumb | Ronit Elkabetz (juryvoorzitter) | Actrice, regisseuse, scenarioschrijfster | Israël              |
|         | Katell Quillévéré               | Filmregisseuse                           | Frankrijk           |
|         | Peter Suschitzky                | Director of photography                  | Verenigd Koninkrijk |
|         | Andréa Picard                   | Organisatrice filmfestival Toronto       | Canada              |
|         | Boyd van Hoeij                  | Journalist en filmcriticus               | Nederland           |

### Selectie
Volgende films werden geselecteerd voor de competitie:
| Film                                                       | Regisseur                  | Land                                        | Prijzen                                         |
| ---------------------------------------------------------- | -------------------------- | ------------------------------------------- | ----------------------------------------------- |
| Dégradé (in competitie voor de Caméra d'or)                | Arab Nasser, Tarzan Nasser | Palestina Frankrijk Qatar                   |                                                 |
| Krisha (in competitie voor de Caméra d'or)                 | Trey Edward Shults         | Verenigde Staten                            |                                                 |
| Mediterranea (in competitie voor de Caméra d'or)           | Jonas Carpignano           | Italië Frankrijk Verenigde Staten Duitsland |                                                 |
| Ni le ciel ni la terre (in competitie voor de Caméra d'or) | Clément Cogitore           | Frankrijk België                            | Gan Foundation Support for Distribution Award   |
| La patota                                                  | Santiago Mitre             | Argentinië Brazilië Frankrijk               | Nespresso Grand Prix FIPRESCI-prijs             |
| Sleeping Giant (in competitie voor de Caméra d'or)         | Andrew Cividino            | Canada                                      |                                                 |
| La tierra y la sombra (in competitie voor de Caméra d'or)  | César Augusto Acevedo      | Colombia Frankrijk Nederland Chili Brazilië | France 4 Visionary Award SACD-prijs Caméra d'or |

Séances spéciales:
| Film                                                                           | Regisseur        | Land       |
| ------------------------------------------------------------------------------ | ---------------- | ---------- |
| Les Anarchistes                                                                | Élie Wajeman     | Frankrijk  |
| Chainataun (차이나타운) (Coin Locker Girl) (in competitie voor de Caméra d'or) | Han Jun-Hee      | Zuid-Korea |
| Les Deux Amis (in competitie voor de Caméra d'or)                              | Louis Garrel     | Frankrijk  |
| La Vie en Grand                                                                | Mathieu Vadepied | Frankrijk  |

### Kortfilms
| Film                               | Regisseur          | Land             |
| ---------------------------------- | ------------------ | ---------------- |
| Alles wird gut                     | Patrick Vollrath   | Duitsland        |
| Pojkarna                           | Isabella Carbonell | Zweden           |
| Command Action                     | João Paulo Miranda | Brazilië         |
| La Fin du Dragon                   | Marina Diaby       | Frankrijk        |
| The Fox Exploits the Tiger's Might | Lucky Kuswandi     | Indonesië        |
| Jeunesse des Loups-Garous          | Yann Delattre      | Frankrijk        |
| Love Comes Later                   | Sonejuhi Sinha     | Verenigde Staten |
| Ramona                             | Andrei Cretulescu  | Roemenië         |
| Too Cool for School                | Kevin Phillips     | Verenigde Staten |
| Varicella                          | Fulvio Risuleo     | Italië           |

## Quinzaine des réalisateurs

### Langspeelfilms[5]
| Film                                                                               | Regisseur               | Land                          | Prijzen                         |
| ---------------------------------------------------------------------------------- | ----------------------- | ----------------------------- | ------------------------------- |
| A Perfect Day                                                                      | Fernando León de Aranoa | Spanje                        |                                 |
| Allende, mi abuelo Allende (in competitie voor de Caméra d'or)                     | Marcia Tambutti         | Chili Mexico                  | L'Œil d'or (beste documentaire) |
| As 1001 Noites                                                                     | Miguel Gomes            | Portugal                      | Palme Dog                       |
| Les Cowboys (in competitie voor de Caméra d'or)                                    | Thomas Bidegain         | Frankrijk                     |                                 |
| El abrazo de la serpiente                                                          | Ciro Guerra             | Colombia Venezuela Argentinië | Art Cinema Award                |
| Fatima                                                                             | Philippe Faucon         | Frankrijk                     |                                 |
| Gokudō daisensō (極道大戦争) (Yakuza Apocalypse : The Great War of the Underworld) | Takashi Miike           | Japan                         |                                 |
| Green Room                                                                         | Jeremy Saulnier         | Verenigde Staten              |                                 |
| Much Loved                                                                         | Nabil Ayouch            | Marokko Frankrijk             |                                 |
| Mustang (in competitie voor de Caméra d'or)                                        | Deniz Gamze Ergüven     | Frankrijk Duitsland Turkije   | Europa Cinemas Label Award      |
| Peace to Us in our Dreams                                                          | Sharunas Bartas         | Litouwen Frankrijk            |                                 |
| Songs My Brothers Taught Me (in competitie voor de Caméra d'or)                    | Chloé Zhao              | Verenigde Staten              |                                 |
| Efterskalv (The Here After) (in competitie voor de Caméra d'or)                    | Magnus von Horn         | Zweden Frankrijk Polen        |                                 |
| Le Tout Nouveau Testament                                                          | Jaco Van Dormael        | België Frankrijk Luxemburg    |                                 |
| Trois souvenirs de ma jeunesse                                                     | Arnaud Desplechin       | Frankrijk                     | SACD-prijs                      |
| L'Ombre des femmes                                                                 | Philippe Garrel         | Frankrijk                     |                                 |
| Dope                                                                               | Rick Famuyiwa           | Verenigde Staten              |                                 |

### Kortfilms
| Film                 | Regisseur                             | Land                |
| -------------------- | ------------------------------------- | ------------------- |
| Bleu Tonnerre        | Jean-Marc E.Roy, Philippe David Gagné | Canada              |
| Calme ta joie        | Emmanuel Laskar                       | Frankrijk           |
| El pasado roto       | Martín Morgenfeld, Sebastián Schjaer  | Argentinië          |
| Kung Fury            | David Sandberg                        | Zweden              |
| Pitchoune            | Reda Kateb                            | Frankrijk           |
| Provas, Exorcismos   | Susana Nobre                          | Portugal            |
| Pueblo               | Elena López Riera                     | Spanje              |
| Quelques Secondes    | Nora El Hourch                        | Frankrijk           |
| Quintal              | André Novais Oliveira                 | Brazilië            |
| Rate Me              | Fyzal Boulifa                         | Verenigd Koninkrijk |
| The Exquisite Corpus | Peter Tcherkassky                     | Australië           |

## Cannes Classics
Het programma van de sectie Cannes Classics werd bekendgemaakt op 30 april 2015. De Grieks-Franse regisseur Costa-Gavras werd uitgenodigd als eregast. Als hulde aan de recent overleden Portugese filmregisseur Manoel de Oliveira wordt postuum zijn film Visita ou Memórias e Confissões uit 1982 vertoond. Deze film werd nog nooit vertoond buiten Portugal.

### Restauraties
| Film | Regisseur        | Land                                         |
| --- | ---------------- | -------------------------------------------- |
| Z (1969) | Costa-Gavras     | Frankrijk Algerije                           |
| Citizen Kane (1941) | Orson Welles     | Verenigde Staten                             |
| The Lady from Shanghai (1947) | Orson Welles     | Verenigde Staten                             |
| The Third Man (1949) | Carol Reed       | Verenigd Koninkrijk                          |
| More (1969) | Barbet Schroeder | Bondsrepubliek Duitsland Frankrijk Luxemburg |
| Rocco e i suoi fratelli (1960) | Luchino Visconti | Italië Frankrijk                             |
| Les Yeux brûlés (1986) | Laurent Roth     | Frankrijk                                    |
| Ascenseur pour l'échafaud (1958) | Louis Malle      | Frankrijk                                    |
| La Noire de… (1972) | Ousmane Sembène  | Frankrijk Senegal                            |
| Insiang (1976) | Lino Brocka      | Filipijnen                                   |
| Sur (1988) | Fernando Solanas | Argentinië Frankrijk                         |
| Zangiku monogatari (残菊物語) (1939) The Story of the Last Chrysanthemums                                                                 | Kenji Mizoguchi  | Japan                                        |
| Jingi maki tatakai (仁義なき戦い) (1973) Battles without Honor and Humanity                                                               | Kinji Fukasaku   | Japan                                        |
| Szegénylegények The Round-Up (1965) | Miklós Jancsó    | Hongarije                                    |
| Les Ordres (1974) | Michel Brault    | Canada                                       |
| Panique (1946) | Julien Duvivier  | Frankrijk                                    |
| Xiá nǚ (俠女) (1971) A Touch of Zen | King Hu          | Taiwan                                       |
| Dobro pozhalovat, ili Postoronnim vkhod vospreshchen (1964) (Добро пожаловать, или Посторонним вход воспрещён) Welcome, or No Trespassing | Elem Klimov      | Sovjet-Unie                                  |
| La historia oficial (1985) | Luis Puenzo      | Argentinië                                   |
| Marius (1931) | Alexander Korda  | Frankrijk                                    |

### Documentaires
| Film                                       | Regisseur                          | Land                                 |
| ------------------------------------------ | ---------------------------------- | ------------------------------------ |
| Hitchcock/Truffaut                         | Kent Jones                         | Verenigde Staten                     |
| Orson Welles, autopsie d'une légende       | Elisabeth Kapnist                  | Frankrijk                            |
| Jag är Ingrid                              | Stig Björkman                      | Zweden                               |
| Depardieu grandeur nature                  | Richard Melloul                    | Frankrijk                            |
| Steve McQueen: The Man & Le Mans           | Gabriel Clarke en John McKenna     | Verenigde Staten Verenigd Koninkrijk |
| By Sidney Lumet                            | Nancy Buirski                      | Frankrijk                            |
| Harold and Lillian: A Hollywood Love Story | Daniel Raim                        | Verenigde Staten                     |
| La Légende de la Palme d’or                | Alexis Veller                      | Frankrijk                            |
| This Is Orson Welles                       | Clara Kuperberg en Julia Kuperberg | Frankrijk                            |
| SEMBENE!                                   | Samba Gadjigo en Jason Silverman   | Verenigde Staten Senegal             |

### Hulde aan Manoel de Oliveira
| Film                            | Regisseur          | Land     |
| ------------------------------- | ------------------ | -------- |
| Visita ou Memórias e Confissões | Manoel de Oliveira | Portugal |

## Caméra d'or

### Jury
De internationale jury:
| Naam    | Naam                          | Beroep                    | Land      |
| ------- | ----------------------------- | ------------------------- | --------- |
| nothumb | Sabine Azéma (juryvoorzitter) | Actrice                   | Frankrijk |
|         | Delphine Gleize               | Filmregisseuse            | Frankrijk |
| nothumb | Melvil Poupaud                | Acteur                    | Frankrijk |
|         | Claude Garnier                | Director of photography   | Frankrijk |
|         | Didier Huck                   | Afgevaardigde Technicolor | Frankrijk |
|         | Yann Gonzalez                 | Filmregisseur, artiest    | Frankrijk |
|         | Bernard Payen                 | Criticus en curator       | Frankrijk |

## Prijswinnaars
| Categorie                   | Winnaar               | Regisseur of film     | Land                                 |
| --------------------------- | --------------------- | --------------------- | ------------------------------------ |
| Gouden Palm                 | Dheepan               | Jacques Audiard       | Frankrijk                            |
| Grote Prijs                 | Saul fia              | László Nemes          | Hongarije                            |
| Juryprijs                   | The Lobster           | Giorgos Lanthimos     | Griekenland Verenigd Koninkrijk      |
| Beste regisseur             | Hou Hsiao-Hsien       | Nie yin niang         | Taiwan                               |
| Beste acteur                | Vincent Lindon        | La Loi du marché      | Frankrijk                            |
| Beste actrice               | Rooney Mara           | Carol                 | Verenigd Koninkrijk Verenigde Staten |
| Beste actrice               | Emmanuelle Bercot     | Mon roi               | Frankrijk                            |
| Beste scenario              | Michel Franco         | Chronic               | Verenigde Staten                     |
| Gouden camera (Caméra d'or) | La tierra y la sombra | César Augusto Acevedo | Colombia                             |
| Beste korte film            | Waves '98             | Ely Dagher            | Libanon Qatar                        |
| Erepalm (Palme d'honneur)   | Agnès Varda           | Agnès Varda           | Frankrijk                            |